# Jewgeni Wladimirowitsch Alexejew
Jewgeni Wladimirowitsch Alexejew (russisch Евгений Владимирович Алексеев, wiss. Transliteration Evgenij Vladimirovič Alekseev; * 28. November 1985 in Puschkin) ist ein russischer Schachspieler, der seit 2023 für den israelischen Schachverband spielt. Er ist seit 2002 Großmeister und seit 2012 Großmeister Russlands.

## Leben
Jewgeni Alexejew erlernte Schach von seinem Vater Wladimir († 2020), der auch sein erster Trainer wurde. Nach der Übersiedlung nach Sankt Petersburg wurde Alexejew von verschiedenen Meisterspielern trainiert. Zurzeit arbeitet er mit Sergei Dolmatow. Nach verschiedenen Erfolgen in russischen und internationalen Jugendmeisterschaften, einem zweiten Platz bei der St. Petersburger Meisterschaft 2001 und einem (mit Kostjantyn Lerner geteilten) Turniersieg in Tel Aviv im selben Jahr, errang er 2002 (in diesem Jahr gewann Alexejew das Alexander Petrow-Memorial in St. Petersburg, in Toljatti und das Open von Hoogeveen) den Titel Großmeister. 

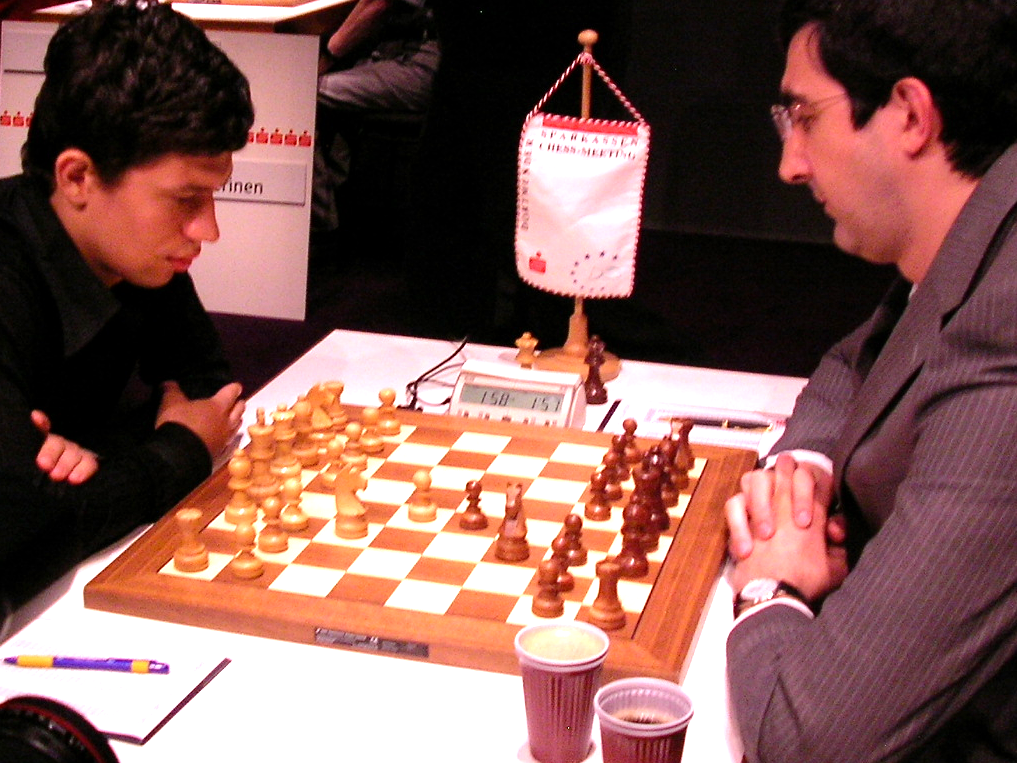
Alexejew und Kramnik, Dortmund 2007

2004 gewann er das Open von Genf. 2006 feierte Alexejew den größten Erfolg seiner bisherigen Karriere: Er gewann das Superfinale der russischen Meisterschaft in Moskau nach einem Tie-break-Finale im Schnellschach gegen Dmitri Jakowenko mit 1,5:0,5. Beide Spieler teilten mit 7,5 aus 11 nach regulärem Turnier den ersten Platz. 
2007 gewann Alexejew das Aeroflot Open in Moskau mit 7 aus 9 und erhielt zugleich mit diesem Erfolg die Einladung zu den Dortmunder Schachtagen 2007, bei denen er hinter Weltmeister Wladimir Kramnik einen hervorragenden geteilten zweiten Platz (mit Péter Lékó und Viswanathan Anand) erreichte.
Mit seiner besten Elo-Zahl von 2725 lag er im September 2009 auf Platz 19 der Weltrangliste.

## Nationalmannschaft
Bei der Schacholympiade 2010 spielte Alexejew am zweiten Brett von Russlands zweiter Mannschaft. Er nahm mit Russland an zwei Mannschaftseuropameisterschaften teil, 2007 gewann er mit der Mannschaft und erreichte das zweitbeste Ergebnis am vierten Brett, 2009 erreichte er mit der Mannschaft den zweiten Platz.

## Vereine
In der russischen Mannschaftsmeisterschaft spielte Alexejew 2001 und 2002 für St. Petersburg, 2004 bis 2006 für Lada Toljatti, 2007 bis 2013 für Ekonomist-1 Saratow und seit 2014 für Universität Beloretschensk. Mit St. Petersburg, Saratow und Beloretschensk nahm er neunmal am European Club Cup teil. Er gewann diesen 2009 und 2010 mit der Mannschaft und erreichte 2012 das beste Ergebnis am dritten Brett.
Alexejew spielte in der Saison 2006/07 in der deutschen Schachbundesliga für den TV Tegernsee. Von 2011 bis 2014 spielte er am ersten Brett des SV Wiesbaden, in der Saison 2012/13 in der Schachbundesliga. In der Saison 2014/15 spielte er beim TSV Schott Mainz, seit 2018 spielt er für den Düsseldorfer SK 1914/25, unter anderem in der Saison 2018/19 in der 1. Bundesliga. In Ungarn gewann Alexejew in der Saison 2007/08 mit Csuti Antal SK. Zalaegerszeg die Mannschaftsmeisterschaft. In der bosnischen Premijer Liga spielte er 2004 für den ŠK Kiseljak, in Spanien 2007 für CA Cuna de Dragones-Ajoblanco Mérida und 2008 für den Meister CCA CajaCanarias Santa Cruz.